# Миттельпёльниц
Миттельпёльниц (нем. Mittelpöllnitz) — община в Германии, в земле Тюрингия. 
Входит в состав района Заале-Орла. Подчиняется управлению Триптис.  Население составляет 290 человек (на 31 декабря 2010 года). Занимает площадь 5,01 км².
Коммуна подразделяется на 2 сельских округа.